# Монно, Пьер-Этьен
Пьер-Этьен Монно (фр. Pierre-Étienne Monnot; 1657—1733) — французский скульптор из региона Франш-Конте, переехавший в 1687 году в Рим, где прожил до конца своей жизни. Он был мастером, работавшим в стиле позднего римского барокко и выполнявшим заказы клиентов из разных стран. В итальянских источниках он часто упоминается как Пьетро-Стефано Монно (итал. Pietro Stefano Monnot), что является итальянизированной формой его имени.

## Биография
Монно родился в коммуне Оршам-Вен, которая находится возле города Безансон в регионе Франш-Конте. Первоначально обучался у своего отца, который был резчиком по дереву, затем год работал у скульптора Жана Дюбуа из Дижона, после чего решил работать самостоятельно и взял заказы на выполнение произведений на религиозную тематику в Безансоне и Полиньи. Монно по крайней мере дважды, между 1679—1681 и 1684 1686 годами, жил в Париже, где он познакомился с некоторыми из ведущих скульпторов Франции, а возможно и работал с ними на различных предприятиях Людовика XIV.
Покинув Безансон в декабре 1686 года, в феврале 1687 года Монно прибыл в Рим, где познакомился с плотно сплочённым сообществом бургундских мастеров. Он быстро влился в художественные круги Рима и получал достаточно много заказов. После того как в 1695 году Пьер Ле Гро и Жан-Батист Теодон (фр. Jean-Baptiste Théodon) создали алтарь Святого Игнатия в церкви Иль-Джезу, французские скульпторы в Риме стали цениться очень высоко. Монно также внёс свою лепту, создав пару ангелов, удерживающих монограмму IHS над алтарём Игнатия.

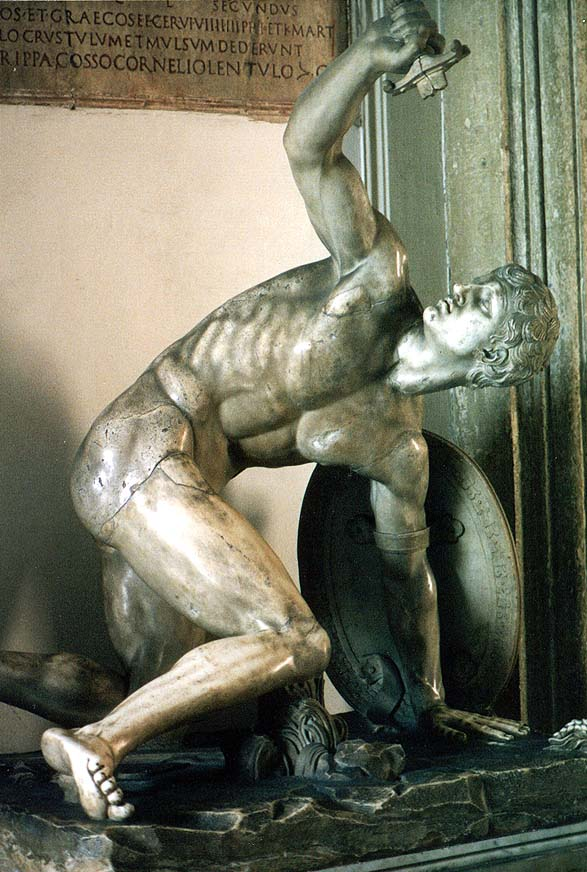
Восстановленная Моно копия Дискобола в виде раненого гладиатора, который поддерживает себя рукой, опускаясь на землю. Капитолийские музеи

Первым крупным заказом для Монно стали два мраморных горельефа, «Рождество» и «Бегство в Египет», заказанных для расположения по сторонам скульптурной композиции Доменико Гвиди «Сон Святого Иосифа» (1695—1699), которую тот делал для алтаря в правом трансепте церкви Санта-Мария-делла-Виттория, расположенном напротив шедевра Бернини «Экстаз святой Терезы» в той же церкви. В этих рельефах, как и в некоторых других своих работах, Монно находится под влиянием Гвиди, ученика Алессандро Альгарди, который был знаменитым римским скульптором конца XVII века.
Через своего покровителя Ливио Одескальки Монно получил заказ на оформление гробницы Иннокентия XI в Соборе Святого Петра по проекту Карло Маратта. Кроме того, он был избран в группу скульпторов, которой заказали статуи апостолов большого размера для ниш в Латеранской базилике.
Во время своего последнего из четырёх гран-туров, английский аристократ Джон Сесил, V граф Эксетер, доверил Монно некоторые из крупных заказов. Для своей семейной резиденции, Берли-хауса, граф заказал скульптуру Андромеды и морского чудовища (сейчас в Метрополитене) вместе с некоторыми другими мифологическими фигурами, которые Монно завершил в 1704 году. Также Эксетер заказал бюсты себя и своей жены. И, наконец, у Монно был заказан памятник для гробницы этой супружеской пары, с полулежащими фигурами графа и графини в натуральную величину вместе с двумя стоящими по бокам аллегорическими фигурами. Памятник был отправлен в Англию и установлен в семейной часовне церкви Святого Мартина, Стамфорд. Граф не видел ни одной из заказанных им работ, поскольку умер на обратном пути в Англию в 1700 году.
Как и другие скульпторы, работавшие в Риме, Монно брался за восстановление античных статуй. Однако взгляды Монно на реставрацию были более широкими, чем это было принято в XVIII и последующих веках. Например, он восстановил одну из копий Мироновского Дискобола как раненого гладиатора, который поддерживает себя рукой, опускаясь на землю. Эта версия была подарена в 1734 году Папой Климентом XII Капитолийским музеям, где она и остаётся по сей день.
Пьер-Этьен Монно умер в Риме. Один из его учеников, Бартоломео Кавачеппи, стал одним из известнейших скульпторов-реставраторов Италии.

### Мраморбад
Шедевром Монно является обширный комплекс мраморных скульптур и барельефов, установленных напротив облицовок из цветного мрамора в Мраморбаде («Мраморные купальни») оранжереи парка Карлсауэ в немецком городе Кассель.

## Основные работы Монно
- Скиния для церкви в Везулье

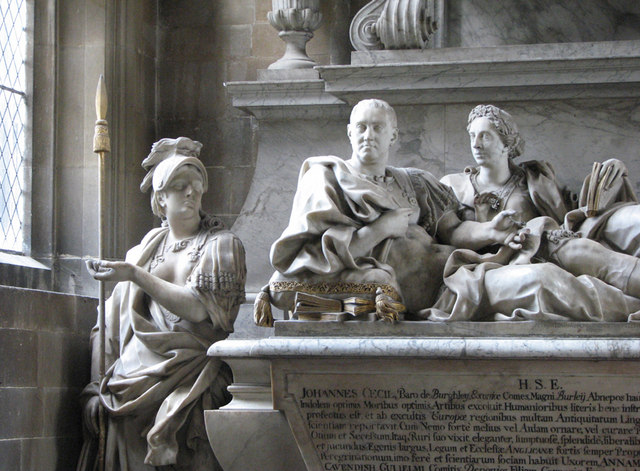
Надгробный памятник V графа Эксетер Джона Сесила и его жены с полулежащими фигурами графа и графини в натуральную величину вместе с двумя стоящими по бокам аллегорическими фигурами

- Ретабло для часовни Сен-Лорана, Безансон.
- Работы для приората Во-Сюр-Полиньи[фр.]
- Бюсты Христа и Богородицы, терракот (Музей изящных искусств и археологии[фр.], Безансон.)
- Рельефы Пяти Страстей для часовни Ораторианцев, Полиньи[англ.]. Один из них датирован 1688 годом, самая ранняя известная работа Монно.
- «Рождество Христово» и «Бегство в Египет», мраморные горельефы для правого трансепта в церкви Санта-Мария-делла-Виттория, 1695-99.
- Памятник папе Иннокентию XI в Соборе Святого Петра, Рим, 1697—1704. Карло Маратта представил покровителю проекты гробницы, из которых был выбран вариант в исполнении Монно.
- Рельефы в Палаццо Одескальки для князя Ливио Одескальки, племянника Иннокентия XI, в том числе его портретный медальон[англ.], 1695 (Лувр).
- «Святое семейство», мраморный барельеф, (Берлинская картинная галерея).
- Надгробный памятник Саво Меллини, 1699, часовня Меллини[англ.], Санта-Мария-дель-Пополо.
- Андромеда и морское чудовище для V графа Эксетер Джона Сесила[англ.], 1700-04, в настоящее время в Метрополитене.
- Бюст V графа Эксетер Джона Сесила[англ.] и его жены, 1701, Берли-хаус.
- Надгробный памятник V графа Эксетер Джона Сесила[англ.] и его жены, 1700-04, семейная часовня в церкви Святого Мартина, Стамфорд.
- Две монументальные фигуры апостолов, для заполнения ниш в Латеранской базилике, Рим. «Апостол Пётр», 1708 первая завершённая мраморная скульптура серии, и «Апостол Павел», 1711[6].
- Ангелы для памятника папе Григорию XV, Сант-Иньяцио, Рим, 1709—1713. Разработаны Пьером Ле Гро, который также вырезал большую часть скульптур.
- «Богоматерь падает в обморок над телом Христа у подножия креста», мраморный горельеф, 1710. (Национальная галерея искусства, Вашингтон, округ Колумбия).
- Скульптуры и горельефы для Мраморбада, парк Карлсауэ[англ.] в немецком городе Кассель, 1718—1731.

## Галерея

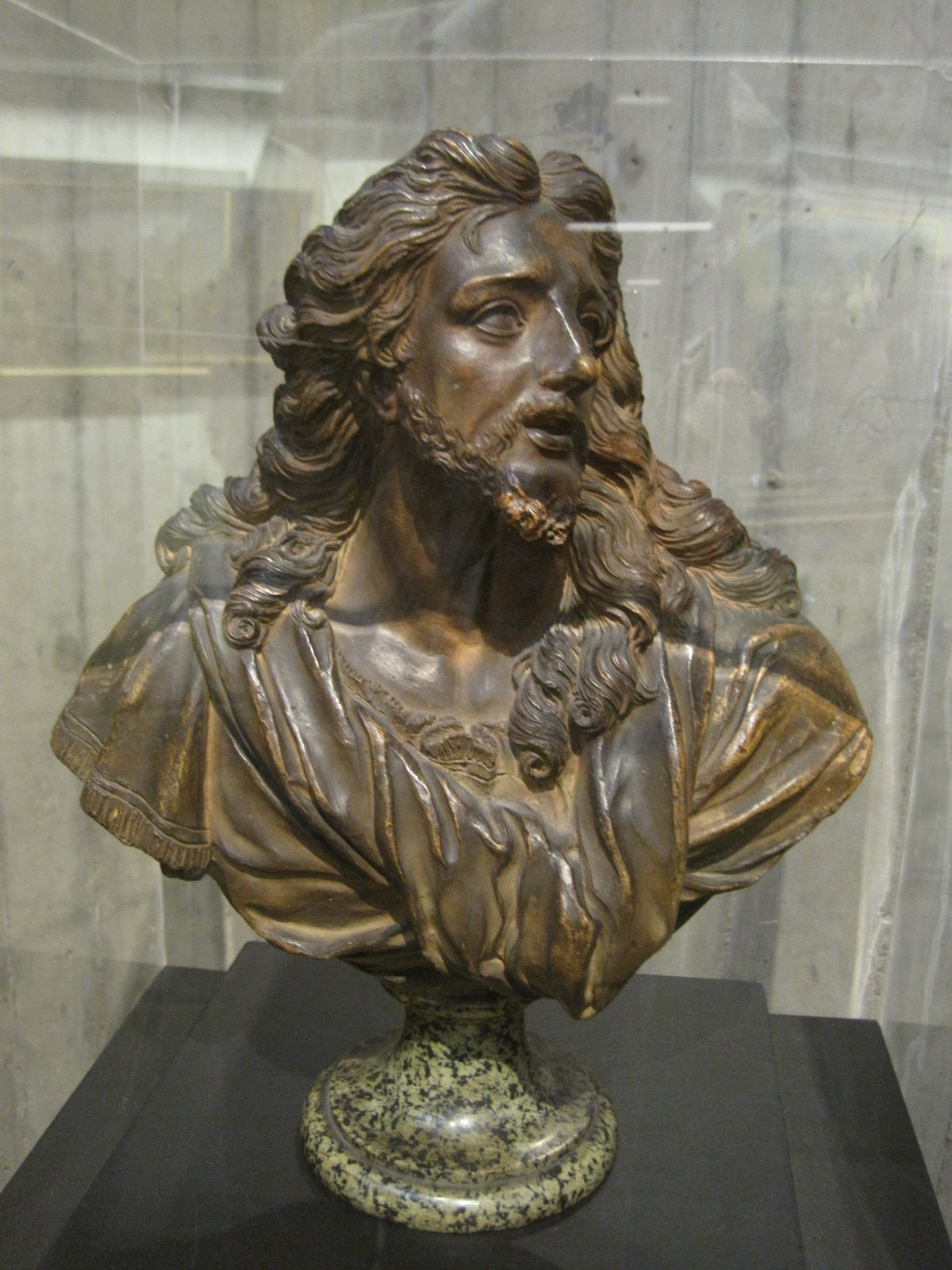
Бюст Христа, Музей изящных искусств и археологии[фр.], Безансон
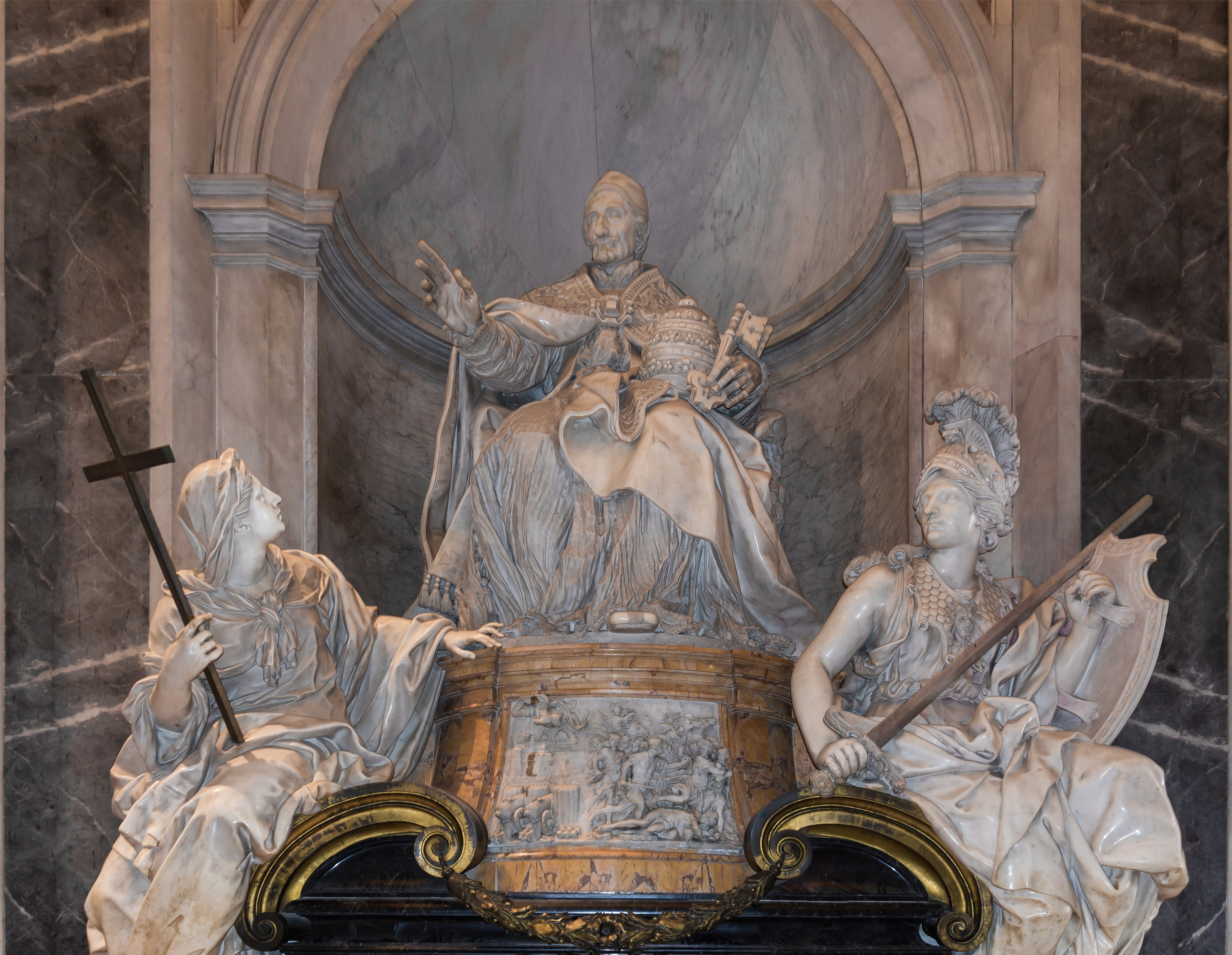
Памятник папе Иннокентию XI в Соборе Святого Петра. Скульптор Пьер-Этьен Монно
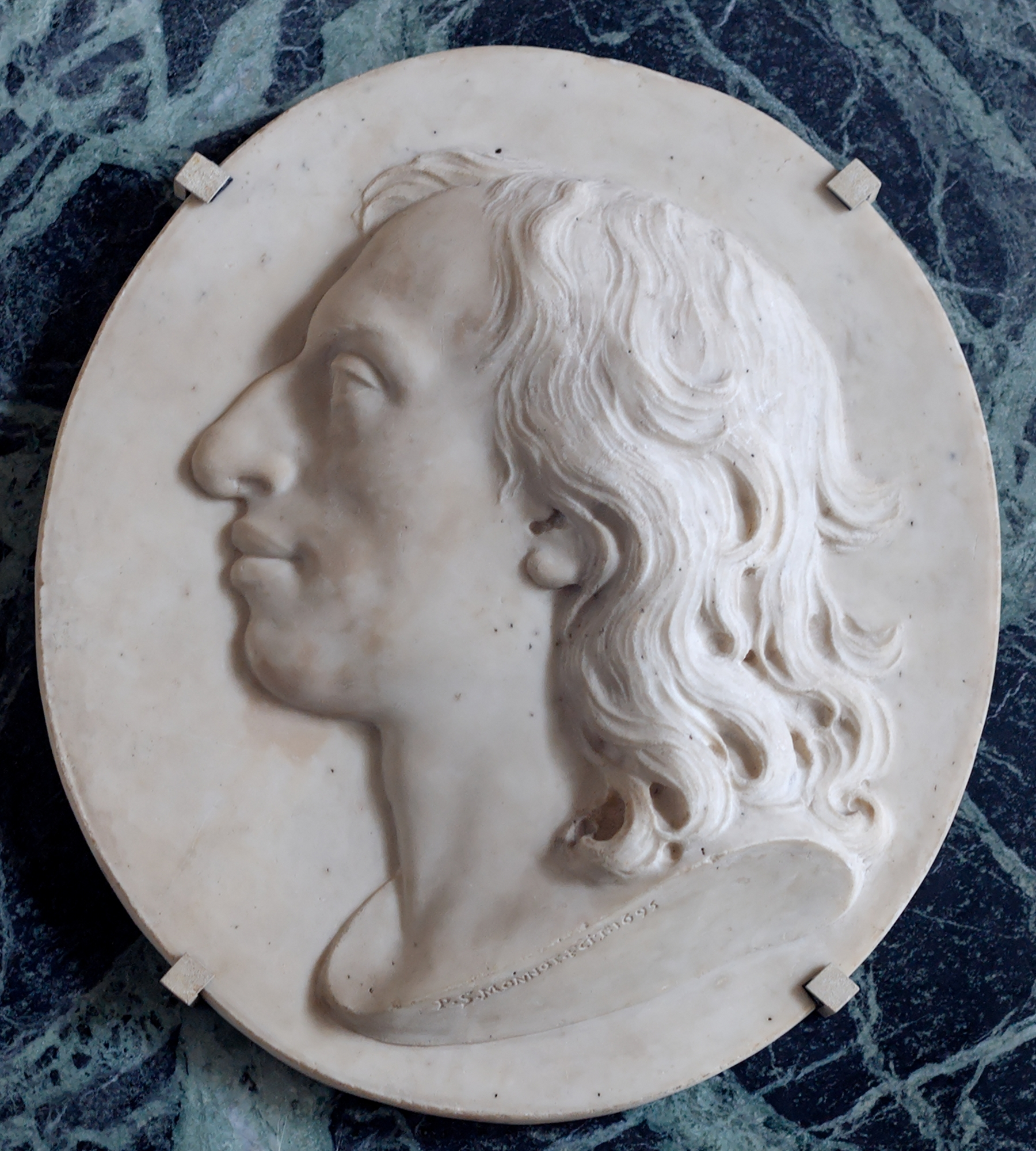
портретный медальон[англ.] князя Ливио Одескальки, 1695. Лувр
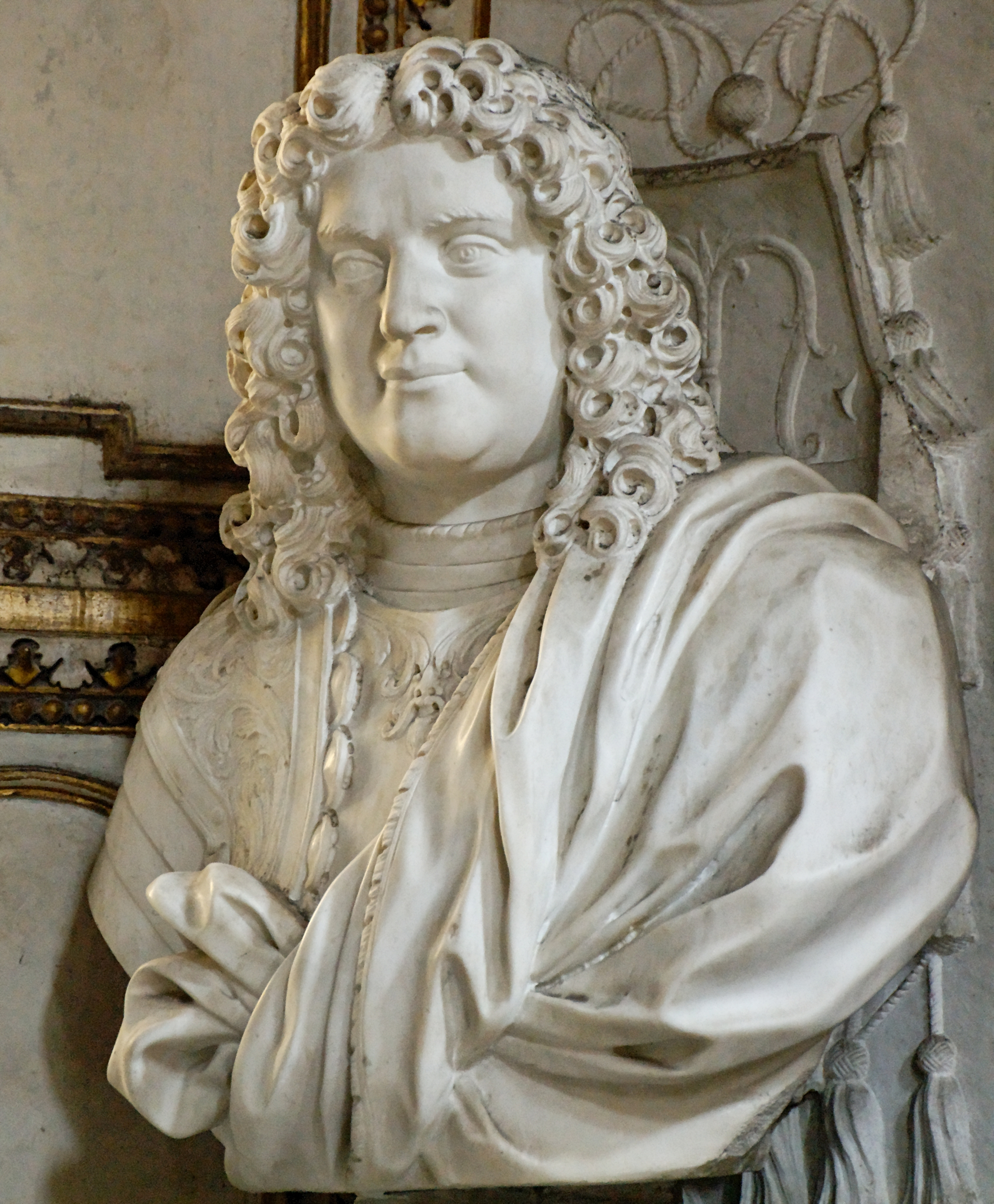
Надгробный памятник Саво Меллини, 1699, часовня Меллини[англ.], Санта-Мария-дель-Пополо
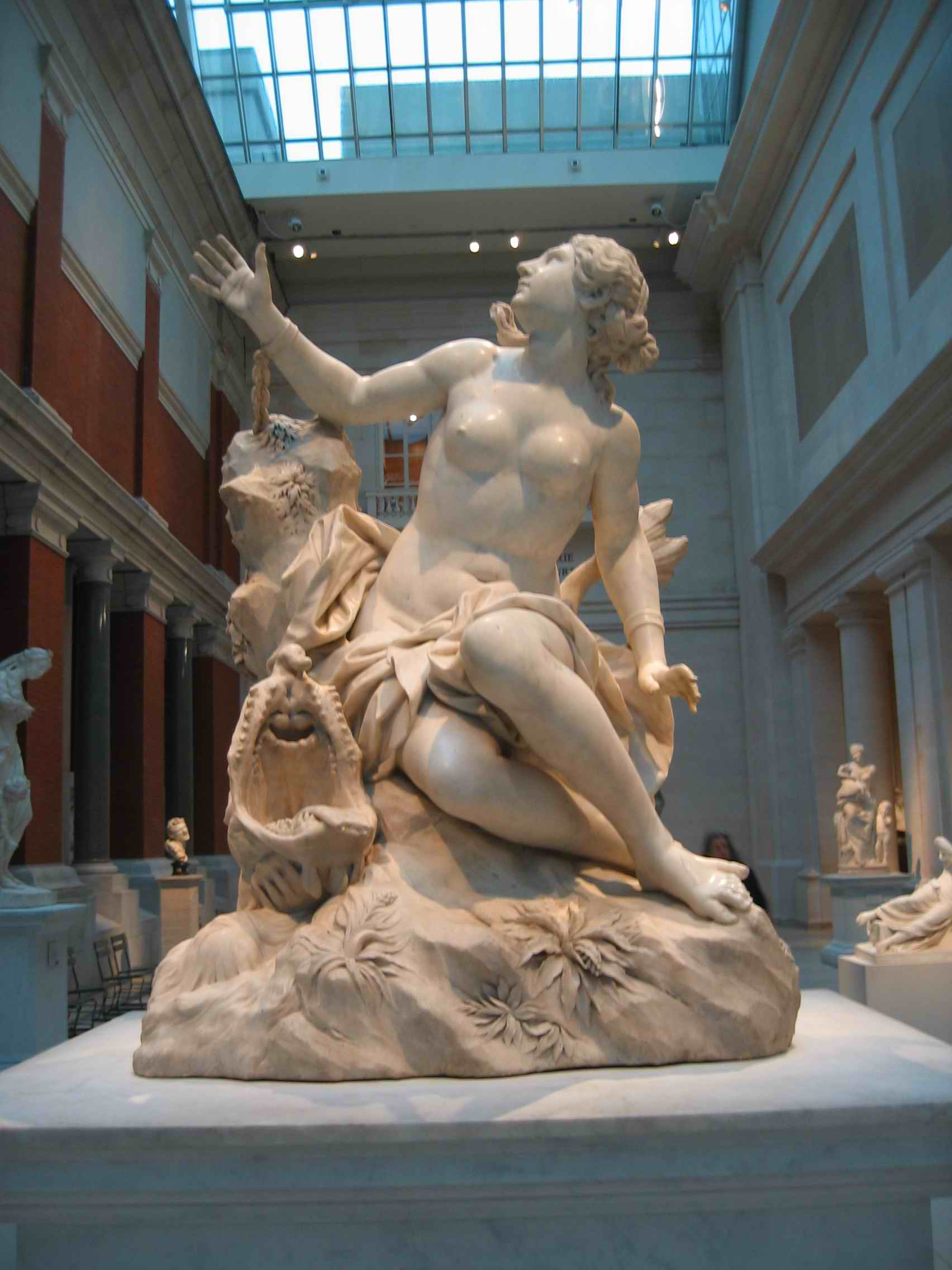
Андромеда и морское чудовище, 1700-04, в настоящее время в Метрополитене
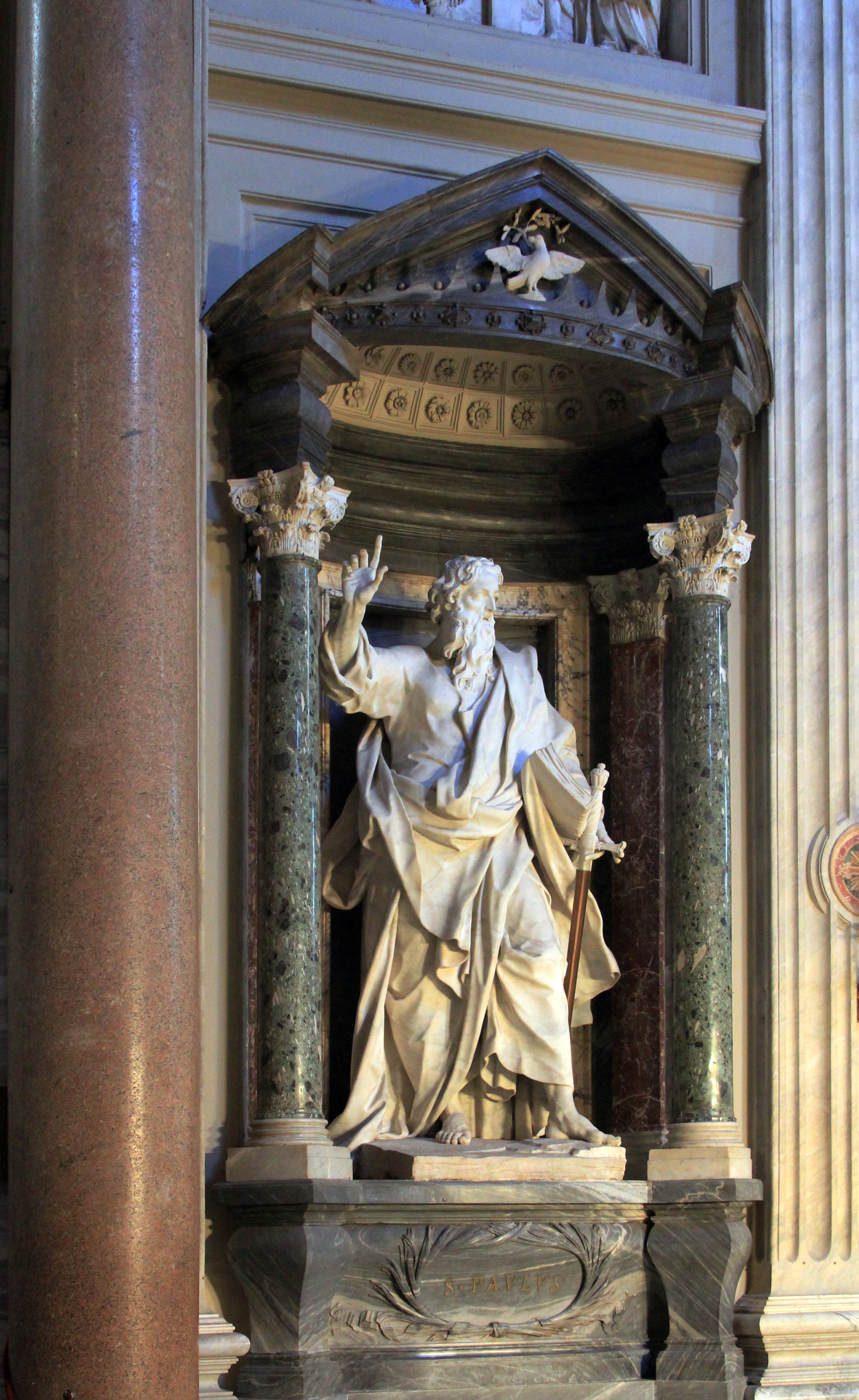
"Апостол Пётр", 1708. Первая завершённая мраморная скульптура серии в Латеранской базилике
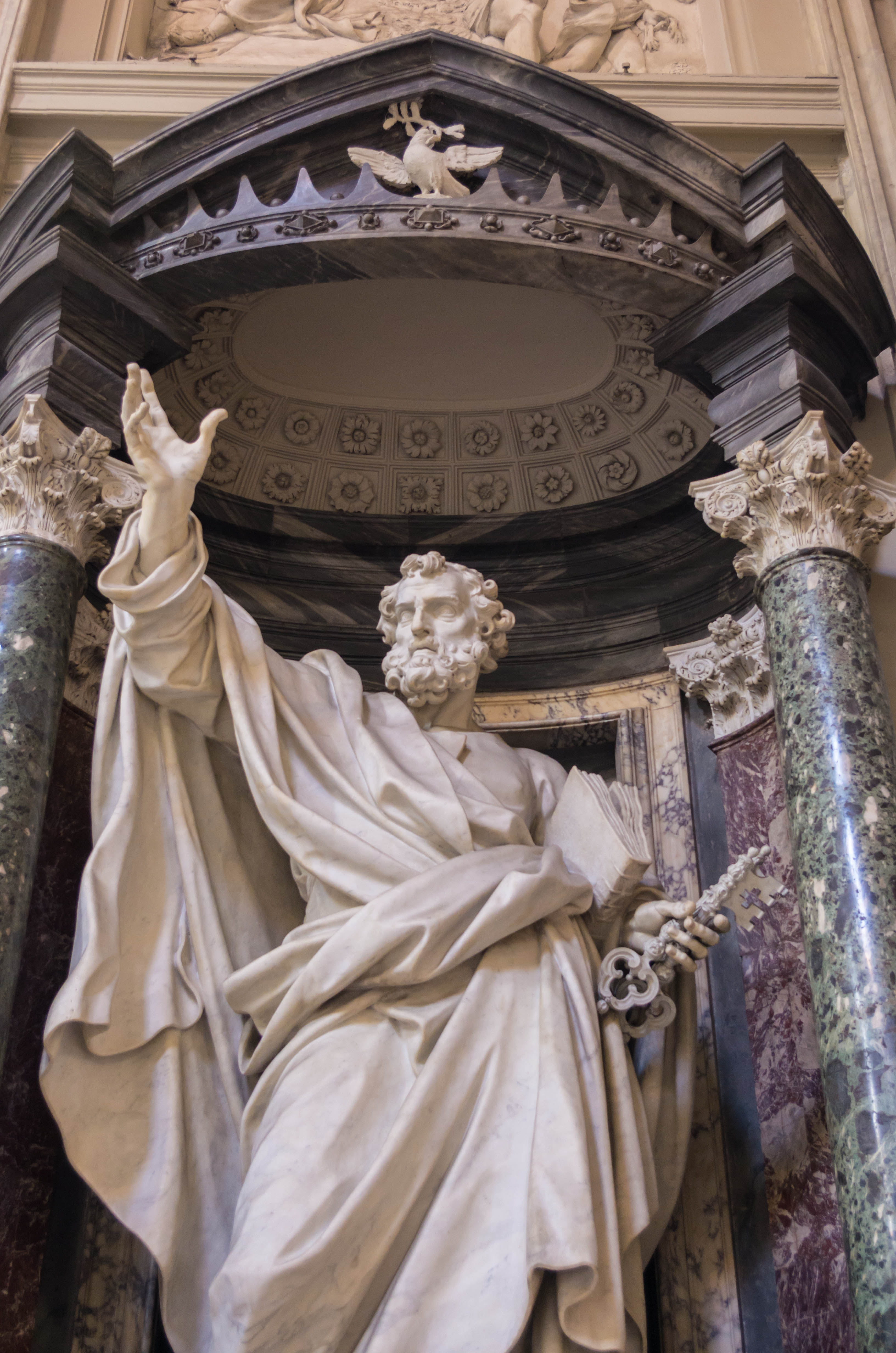
"Апостол Павел", 1708-1711. Вторая мраморная скульптура серии в Латеранской базилике
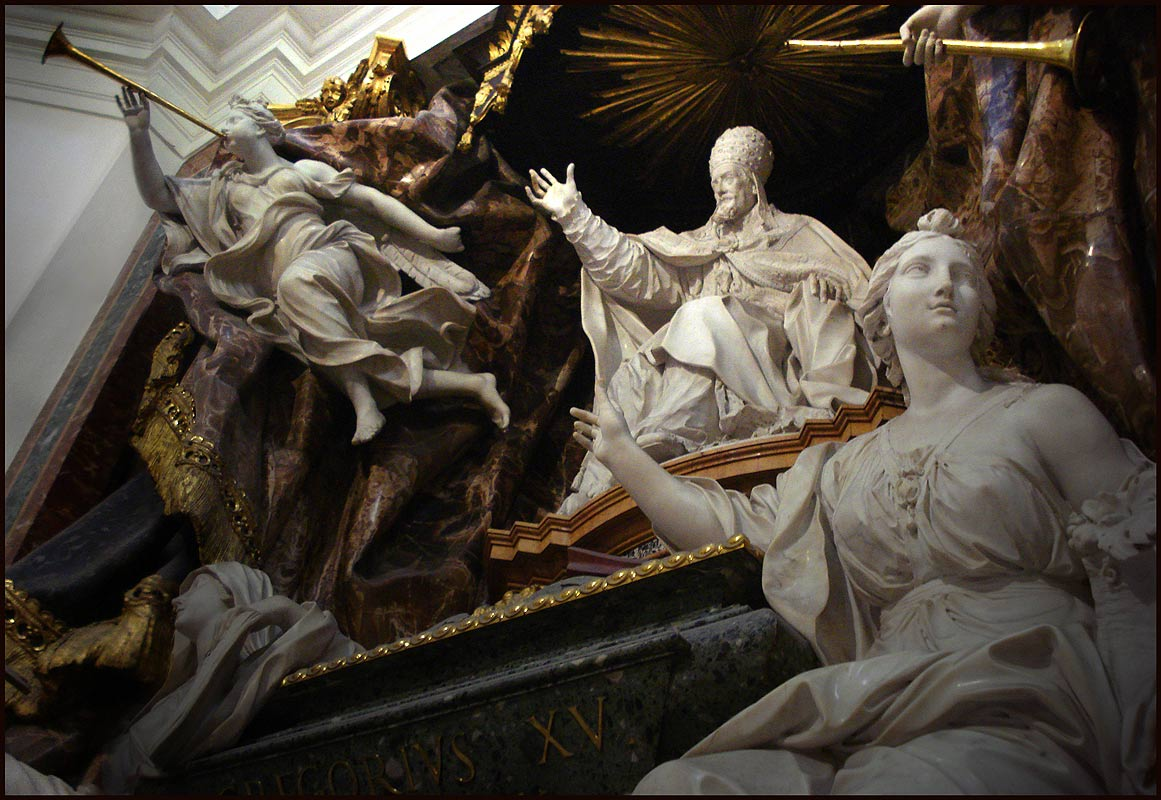
Гробница (деталь) папы Григорию XV, Сант-Иньяцио, Рим. Скульпторы: Пьером Ле Гро и Пьер-Этьен Монно (ангелы)
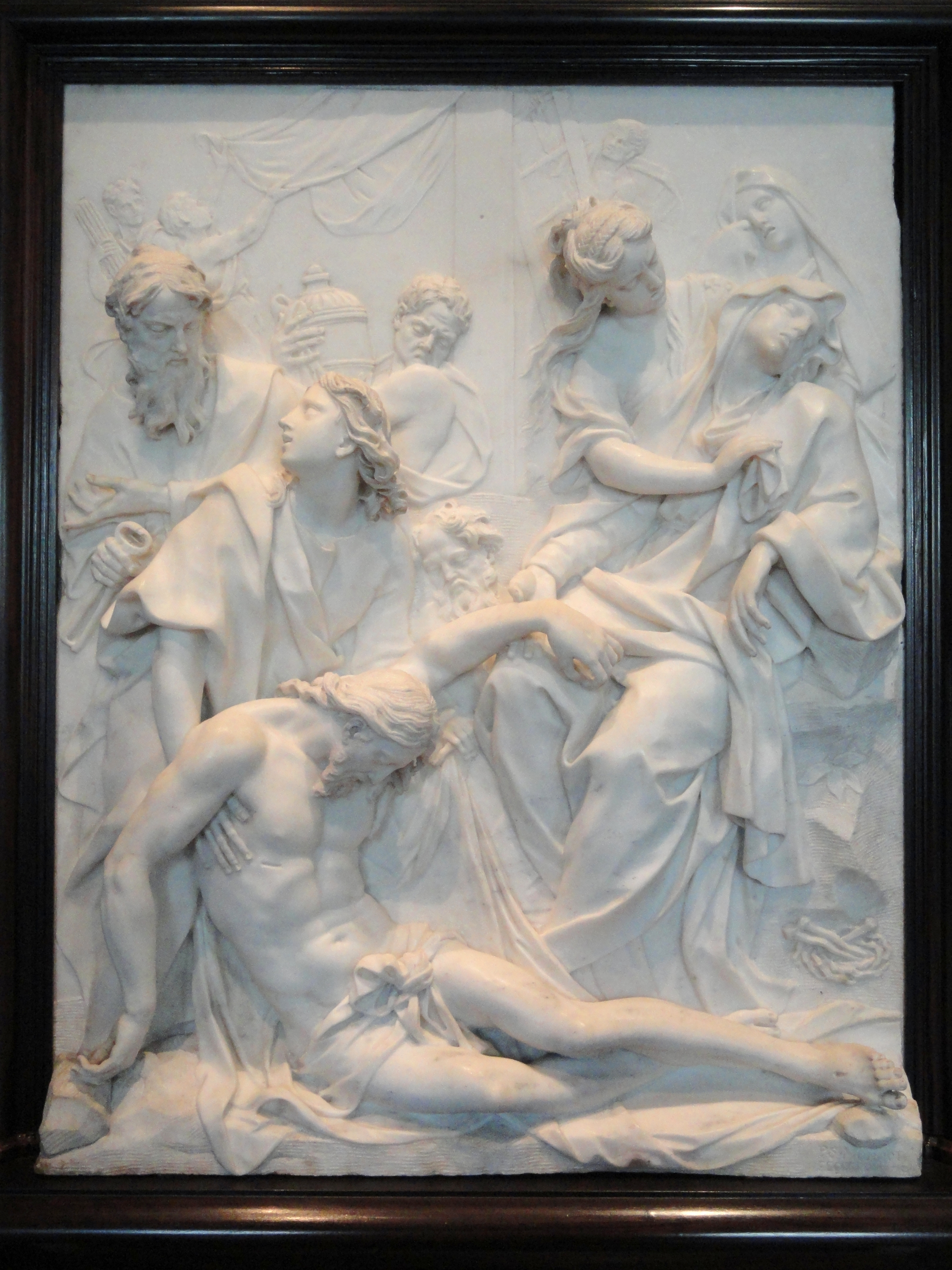
Богоматерь падает в обморок над телом Христа у подножия креста", мраморный горельеф, 1710. (Национальная галерея искусства, Вашингтон)